# اومیروپولی
اومیروپولی (به لاتین: Omiroupoli) یک منطقهٔ مسکونی در یونان است که در خیوس واقع شده‌است.